# بلدية ساو غابرييل
بلدية ساو غابرييل هي بلدية في البرازيل، تتبع ريو غراندي دو سول، بلغ عدد سكانها 60٬425  نسمة، في 2010، تبلغ مساحتها 5٬019٫646 كيلومتر مربع، رمزها البريدي هو 97300-000.

## الموقع
تشترك في الحدود مع:
- بلدية روزاريو دو سول
- Vila Nova do Sul [الإنجليزية]‏.

## أعلام
- هيرميس دا فونيسكا